# Дипломатичні відносини Німеччини та УНР
Дипломатичні відносини між Німецькою імперією та Українською Народною Республікою (УНР) у 1918 році стали ключовим епізодом у становленні української державності на міжнародній арені. Цей період, що розгортався на тлі Першої світової війни та українських визвольних змагань, характеризувався укладенням Брест-Литовського мирного договору, німецькою військовою допомогою Україні проти більшовицької Росії та подальшою німецькою підтримкою Української Держави. Хоча ці відносини були короткочасними, вони мали вирішальне значення для міжнародного визнання молодої української держави та її боротьби за суверенітет.

## Брест-Литовський мирний договір (лютий 1918)
Центральним моментом у започаткуванні німецько-українських дипломатичних відносин стало підписання Брест-Литовського мирного договору 27 січня (9 лютого) 1918 року. Ця угода була укладена між Українською Народною Республікою з одного боку та Німеччиною, Австро-Угорщиною, Османською імперією і Болгарією з іншого. Договір став першою мирною угодою в перебігу Першої світової війни, з якої УНР вийшла першою.
Переговори відбувалися в умовах, коли більшовики оголосили ультиматум Україні та розпочали наступ. Українська делегація, усвідомлюючи неможливість самостійно тримати фронт проти Центральних держав, а також потребу в допомозі проти більшовиків, надіслала телеграму німцям про готовність до мирних переговорів. Українську делегацію на переговорах у Брест-Литовську очолював Всеволод Голубович, а до її складу входили Олександр Севрюк, Микола Любинський, Микола Полоз, Микола Левитський та Сергій Остапенко. Після призначення В. Голубовича головою Ради народних міністрів УНР, дипломатичну місію Центральної Ради очолив Олександр Севрюк. З німецької сторони одним із підписантів був генерал Макс Гоффманн.   
Згідно з умовами договору, підписаного 3 березня 1918 року між Центральними державами та РРФСР, раднарком останньої зобов'язувався визнати законність Центральної Ради та її Народного Секретаріату, припинити політичну пропаганду в УНР, вивести з неї радянські війська та підписати мирний договір. Німеччина ратифікувала договір 24 липня 1918 року.

## Німецька військова допомога та присутність (березень-листопад 1918)
Після підписання Брест-Литовського договору, німецькі війська надали військову допомогу Україні проти більшовицької Росії. Вже 8 (21) лютого 1918 року німецькі війська увійшли до українських міст, встановлюючи свій режим на території України. 1-2 березня 1918 року німецькі війська зайняли Київ. Ця військова присутність тривала з березня по листопад 1918 року і стала вирішальним чинником внутрішньополітичного розвитку України.  
За даними українських джерел, загальна кількість німецьких та австро-угорських військ в Україні (включно з українськими частинами січовиків) становила 450 тисяч солдатів. В офіційній документації сторони намагалися уникнути терміну «окупація», проте сучасні західні історики однозначно трактують цей період саме як окупацію.
Економічні зобов'язання України передбачали поставки Німеччині й Австро-Угорщині протягом чотирьох місяців (по 31 липня) 60 млн пудів зернових і бобових продуктів та борошна, 2 млн 750 тис. голів великої рогатої худоби, 37,5 мільйона пудів залізної руди. Німеччина та Австро-Угорщина, в рамках угоди, 25 липня 1918 року подали прохання про видачу їм 34,5 мільйона карбованців.   

## Заснування дипломатичних місій
Офіційне започаткування Українського Посольства в Німеччині відбулося 16 березня 1918 року з розташуванням у Берліні. Першим тимчасовим повіреним УНР у Німеччині був Олександр Севрюк. Його пізніше замінив Федір Штейнгель, який був призначений послом Української Держави у 1918 році. Федір Штейнгель (1870-1946) був громадським та політичним діячем, дипломатом, засновником першого світського музею на Волині.   
Згодом, у період УНР, послами були Микола Порш (1918-1920) та Роман Смаль-Стоцький (1920-1923). Микола Порш (1879-1944) був українським політичним і громадським діячем, економістом та публіцистом, одним із теоретиків українського соціал-демократичного руху. Роман Смаль-Стоцький (1893-1969) був мовознавцем та політичним діячем, який отримав європейську освіту у Віденському, Лейпцизькому та Мюнхенському університетах.   
З німецької сторони, першим послом Німеччини в Україні був Альфонс Мумм фон Шварценштайн. Альфонс Мумм фон Шварценштайн (1859-1924) був німецьким дипломатом, який служив у Лондоні, Парижі, Вашингтоні, Бухаресті, Ватикані, Пекіні та Токіо, перш ніж стати послом у Українській Державі. Він вручив гетьману Павлу Скоропадському посольські грамоти 2 червня 1918 року.   

## Німецький вплив та Українська Держава (Гетьманат)
Німецька військова адміністрація відіграла ключову роль у перевороті Павла Скоропадського проти Української Народної Республіки у квітні 1918 року, що призвів до встановлення короткочасної Української Держави (Гетьманату). Цей крок свідчив про прагнення Німеччини до стабілізації ситуації в Україні та забезпечення своїх економічних інтересів, зокрема у сфері постачання продовольства.   
Внутрішня політика гетьманату «стояла» на трьох «китах»: відновлення приватної власності на землю, створення боєздатної армії та утвердження українського культурно-освітнього простору. Однак, аграрні відносини передбачали збереження поміщицького землеволодіння та повернення поміщиками майна, стихійно захопленого селянами раніше. Застосовувалися репресивні заходи, включаючи каральні акції за участю німецької армії, як, наприклад, розстріл у Нікополі та публічні страти в Катеринославі у 1918 році.   

## Завершення відносин
Дипломатичні відносини між Німеччиною та УНР були перервані після поразки Німеччини у Першій світовій війні та подальшої окупації України Червоною Армією. Німецькі війська були виведені з території України у листопаді 1918 року.   
Німеччина, яка у 1991 році спочатку виступала проти незалежності України та розпаду Радянського Союзу, змінила свою позицію лише тоді, коли українська незалежність стала неминучою після референдуму у грудні 1991 року, і тоді ж визнала Україну. Повноцінні дипломатичні відносини між сучасною Україною та Німеччиною були відновлені 17 січня 1992 року.  